# Opération sur titre
Une opération sur titre (OST) est une initiative prise par une entreprise cotée en bourse ou non cotée en bourse (société de capitaux) et qui affecte les titres (actions, obligations) qu'elle a émis. Selon sa nature, elle peut ou non avoir un impact financier sur l'actionnaire ou le titulaire des titres.
À titre d'exemple, c'est par le biais des opérations sur titre que sont notifiés des événements aussi divers que :
- le paiement d'un dividende pour une action ;
- le détachement d'un coupon ou le remboursement à l'échéance pour une obligation ;
- le regroupement d'actions et le fractionnement d'actions ;
- les offres publiques de retrait ;
- les faillites ;
- les fusions, fusions-acquisitions et séparation ;
- les changements de siège social, ou de dénomination sociale ;
- les annonces de tenue d'une assemblée générale ;
- etc. (Voir la liste des indicateurs d'événements disponibles en anglais).

Les opérations sur titres peuvent être classées selon les possibilités d'actions dont dispose le titulaire :
- obligatoire : l'événement est obligatoire et va se produire quoi qu'il arrive. Le titulaire n'a aucune influence dessus ;
- obligatoire avec choix : l'événement est obligatoire et va se produire quoi qu'il arrive. Le titulaire doit choisir entre les différentes options disponibles. Il y a souvent une option par défaut qui sera appliquée si le titulaire ne se manifeste pas avant une date indiquée sur l'opération sur titre ;
- volontaire avec choix : le titulaire doit se manifester pour pouvoir bénéficier des conditions décrites dans l'événement et choisir une des options disponibles.